# Hampton (New Hampshire)
Hampton è un comune degli Stati Uniti d'America facente parte della contea di Rockingham nello stato del New Hampshire.